# Роскошное (Крым)
Роско́шное (до 1948 года Сеи́т-Була́т Но́вый; укр. Розкішне, крымскотат. Seyit Bolat, Сеит Болат) — село в Джанкойском районе Республики Крым, центр Роскошненского сельского поселения (согласно административно-территориальному делению Украины — Роскошненского сельского совета Автономной Республики Крым).

## Население
| 2001 | 2014 |
| ---- | ---- |
| 723  | ↘559 |

Всеукраинская перепись 2001 года показала следующее распределение по носителям языка
| Язык             | Процент |
| ---------------- | ------- |
| русский          | 57.81   |
| крымскотатарский | 22.96   |
| украинский       | 18.53   |
| другие           | 0.28    |

### Динамика численности
- 1900 год — 34 чел.[10]
- 1974 год — 632 чел.[11]
- 2001 год — 723 чел.[12]
- 2009 год — 649 чел.[13]
- 2014 год — 559 чел.[14]

## Современное состояние
На 2017 год в Роскошном числится 10 улиц; на 2009 год, по данным сельсовета, село занимало площадь 71,8 гектара на которой, в 208 дворах, проживало 649 человек. В селе действуют средняя общеобразовательная школа, библиотека, село связано автобусным сообщением с райцентром и соседними населёнными пунктами.

## География
Роскошное — село на крайнем юго-западе района, в Крымской степи, у стыка границ с Красногвардейским и Первомайским районами, высота центра села над уровнем моря — 31 м. Ближайшие сёла: Зерновое в 1 км на юг, Абрикосово Первомайского района в 3,5 км на север и Краснодарка Красногвардейского в 4,5 км на юго-запад. Расстояние до райцентра — около 26 километров (по шоссе), там же ближайшая железнодорожная станция. Транспортное сообщение осуществляется по региональной автодороге 35Н-172 Днепровка — Роскошное (по украинской классификации — С-0-10448).

## История
Есть сведения, что село было основано 1 января 1922 года, как 2-е отделение совхоза «Семенной», на базе национализированного хозяйства крупного крымского землевладельца Вальтера Лютца (по другим данным совхоз назывался «Бий-Су-Ковче», а «Семенной» создан после войны). В «…Памятной книжке Таврической губернии на 1900 год» упомянуто некое селение Вальтеровка Александровской волости Перекопского уезда с 34 жителями, но без домохозяйств — вероятно, в этом имении и был основан совхоз. В Список населённых пунктов Крымской АССР по Всесоюзной переписи 17 декабря 1926 года поселение ещё не попало, на двухкилометровке РККА 1942 года село подписано, как Сейт-Булат, наряду с находившимся западнее старым Сейт-Булатом.
В 1944 году, после освобождения Крыма от фашистов, 12 августа 1944 года было принято постановление № ГОКО-6372с «О переселении колхозников в районы Крыма» и в сентябре 1944 года в район приехали первые новоселы (27 семей) из Каменец-Подольской и Киевской областей, а в начале 1950-х годов последовала вторая волна переселенцев из различных областей Украины. С 25 июня 1946 года Сейт-Булат новый в составе Крымской области РСФСР. Указом Президиума Верховного Совета РСФСР от 18 мая 1948 года, Сейт-Булат новый переименовали в Роскошное. 26 апреля 1954 года Крымская область была передана из состава РСФСР в состав УССР, в том же году был создан Роскошненский сельсовет. К 1968 году к селу присоединили Стальное (согласно справочнику «Крымская область. Административно-территориальное деление на 1 января 1968 года» — в период с 1954 по 1968 годы. На 1974 год в Роскошном числилось 632 жителя. В 1975 году совет преобразован в Ярковский, 16 октября 1992 года выделением из Ярковского сельсовета образован Роскошненский. С 12 февраля 1991 года село в восстановленной Крымской АССР, 26 февраля 1992 года переименованной в Автономную Республику Крым. С 21 марта 2014 года в составе Крыма аннексировано Россией.
Совхозом «Семенной» многие годы руководил Александр Алексеевич Шамаев, удостоенный в 1970 году звания Героя Социалистического Труда.